# Tapushi Literario
Tapushi Literario (Nederlands: Literaire Korenaar) is een literaire prijs voor het Papiaments taalgebied: Aruba, Bonaire en Curaçao. De prijs is in 2000 ingesteld door de Stichting Arte di Palabra en wordt jaarlijks uitgereikt tijdens de finale van de ABC-eilandenwedstrijd Arte di Palabra. De laureaten van Tapushi Literario dienen als voorbeeld voor de jongeren die aan de Arte di Palabra-wedstrijd deelnemen. Voor de prijs komen in aanmerking personen en organisaties die een verdienstelijke bijdrage hebben geleverd aan de Papiamentse taal. De prijs bestaat uit een gouden pen in de vorm van een korenaar en een oorkonde. In de beginjaren werd de prijs toegekend voor de eilanden Curaçao en Bonaire, later in 2009 kwam Aruba erbij. 

## Laureaten
- 2000 
  - Curaçao: Mem Vornis, Maria Diwan
- 2001
  - Curaçao: Imelda Valerianus, Elis Juliana, Ruth Zefrin
- 2002
  - Curaçao: Gibi Bacilio, Jenny Fraai, Guillermo Rosario, Eddie Pieters Heyliger, Enrique Muller
  - Bonaire: Boi Antoin
- 2003 
  - Curaçao: Sidney Joubert, Frank Martinus Arion, Nydia Ecury, Papa Baromeo
  - Bonaire: Linda Coffie-Frans
- 2004
  - Curaçao: Rignald Recordino, Anselmus (Boi) Dap, Cedric Ridderplaat, Oswin Chin Behilia
  - Bonaire: Regina (Uchi) Frans
- 2005
  - Curaçao: Enid Hollander-Merkies, Ruthie Panthophlet, Richard Hooi, Alvin Inecia
  - Bonaire: Veronica Mersera
- 2006
  - Curaçao: Sonia Garmers, Elia Isenia, Lucille Berry-Haseth
  - Bonaire: Gabriël Mercera
- 2007  
  - Curaçao: Eligio Melfor, Anthony Jamanica, Juni Aniceto, Pachi Damon
  - Bonaire: Marco Marchena
- 2008
  - Curaçao: Rina Penso, Bunchi Römer, Wilfrido Ortega, Zehi Metry
  - Bonaire: Cecilia Evertsz
- 2009
  - Curaçao: Hermanito Narvaez, Orlando Cuales, Valesca Diaz, Leo Floridas
  - Bonaire: Boeboei Cecilia
  - Aruba: Desiree Correa
- 2010
  - Curaçao: Violet Ravenstein, Thelma Antonia, Eric la Croes
  - Bonaire: Crispina Cicilia-Janga, Benita Balentien-Janga
  - Aruba: Munye Oduber-Winklaar
- 2011
  - Curaçao: Ronald Severing, René Rosalia, Sygmund Montesant
  - Bonaire: Hubert Vis
  - Aruba: Grupo Corector di Papiamento
- 2012
  - Curaçao: Merly Augusta, Diana Lebacs, Leo Regals (pseud. Roel Jungslager)
  - Bonaire: Monica Clarinda
  - Aruba: Olga Buckley
- 2013
  - Curaçao: Aileen Looman, Victor Bartholomeus, Marta Dijkhoff
  - Bonaire: Akademia di Papiamentu
  - Aruba: Fundacion Lanta Papiamento
- 2014
  - Curaçao: Rudy  Plaate, Richard  Simon, Grupo  Serenada
  - Bonaire: Calixto Coffi
  - Aruba: Marta Figueroa-Laclé, Maybelline Arends–Croes
- 2015
  - Curaçao: Lusette Verboom-Fairbairn, Sidney (Mr. Saab) Isidora
  - Bonaire: Senaida Janga, Stichting Jeugdwerk Jong Bonaire
  - Aruba: Departamento di Cultura Aruba, UNOCA
- 2016
  - Curaçao: Fundashon pa Skol Humanista na Papiamentu
  - Bonaire: Arthur Sealy
  - Aruba: Mirto Laclé, Jenny Laclé-Boezem
- 2017
  - Curaçao: Noris Doran, Philip Rademaker
  - Bonaire: Rudolf Domacassé
  - Aruba: Gregorio Tromp
- 2018
  - Curaçao: Toneelgroep Thalia, Theater Kadaken
  - Bonaire: Bonaire Youth Outreach Foundation
  - Aruba: Mascaruba, Mochila Creativo
- 2019
  - Curaçao: Renate Joe, Cesar Palacios, Arthur Tjin-Kon-Fat
  - Bonaire: Ubaldo Anthony
  - Aruba: Miriam Koolman-Rosel
- 2022
  - Curaçao: Bianca Neman, Bernadette Heiligers
  - Bonaire: Emma Sint Jago
  - Aruba: Ruthie Vrieswijk
- 2023
  - Curaçao: Curom (Orlando Cuales), Hubert Penza, Glenn Thomas
  - Bonaire:
  - Aruba: Elisabeth Guanipa, Gregory Goedgedrag
- 2024
  - Curaçao: Stella Pieters Kwiers, Rose Mary Allen, Charles do Rego, Radio Hoyer.
  - Bonaire: John Leoneta, Anette Magalie Sumter
  - Aruba: Esmeralda Tromp-Jacobs